# Ацеталі

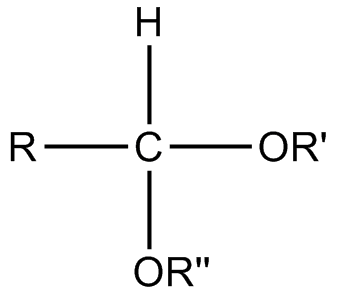
Загальна структурна формула ацеталів

Ацета́лі — етери, що утворюються при взаємодії одноатомних спиртів або діолів з альдегідами за наявності мінеральних кислот. Наприклад, з формальдегіду і метилового спирту одержують метилаль, який є анестезуючим засобом:
СН2О + 2СН3ОН ↔ СН2(ОСН3)2 + Н2О.
Ацеталі — речовини, нерозчинні у воді. Рідкі ацеталі здебільшого мають приємний запах.